# استیو د ولف
استیو د ولف (انگلیسی: Steve De Wolf؛ زادهٔ ۳۱ اوت ۱۹۷۵) دوچرخه‌سوار اهل بلژیک است.